# Antillendag
Antillendag (Papiaments: Dia di Antia) was een officiële vrije dag in de Nederlandse Antillen, van 1995 tot 2007 op 21 oktober.
Sinds 1954 werd de dag van de ondertekening van het Koninkrijksstatuut op 15 december gevierd, de Statuutdag, deze werd ook wel Koninkrijksdag genoemd.
In een poging om onder andere meer samenhorigheid voor de eilanden en hun bewoners onderling te creëren werd Antillendag in het leven geroepen en in 1995 voor het eerst gevierd.
Het doel van de herdenking van Antillendag is de bewustmaking van het Antilliaanse volk van een aantal kenmerken van het parlementair-democratisch bestel en de invloed hiervan op een aantal beleidsterreinen waarbij een vergelijking wordt gemaakt met internationale standaarden.
Het gaat om de effecten van het parlementair-democratisch systeem op de volgende vier beleidsterreinen:
- werkgelegenheid
- opvoeding en onderwijs
- overheidsfinanciën
- veiligheid

Middels een ronde van referenda over de staatkundige toekomst van de Nederlandse Antillen (op elk van de afzonderlijke eilanden in 2004/2005) gaf het volk te kennen dat het voortbestaan van de 5 eilanden in staatkundig verband niet meer gewenst was. Gevolg hiervan was dat de Antillendag na 2007 niet meer gevierd werd. In plaats ervan werd in 2008 en 2009 op 15 december Koninkrijksdag gevierd als officiële vrije dag. Vanaf 10 oktober 2010 is de viering van Koninkrijksdag als officiële vrije dag vervangen door de herdenking van de dag waarop de Nederlandse Antillen officieel ophielden met bestaan, in de volksmond 10/10 (tien tien) genoemd.